# Earl of Verulam

Wappen der Earls of Verulam

Earl of Verulam ist ein erblicher britischer Adelstitel in der Peerage of the United Kingdom, der nach Verulam bei St. Albans in Hertfordshire benannt ist.

## Verleihung und nachgeordnete Titel
Der Titel wurde am 24. November 1815 für James Grimston, 4. Viscount Grimston, geschaffen. Zusammen mit dem Earldom wurde ihm der nachgeordnete Titel Viscount Grimston verliehen, beide in der Peerage of the United Kingdom.
Er hatte bereits 1808 von seinem Vater folgende Titel geerbt, die seither als nachgeordnete Titel des Earls geführt werden: 2. Baron Verulam, of Gorhambury in the County of Hertford, geschaffen am 8. Juli 1790 in der Peerage of Great Britain; 4. Viscount Grimston und 4. Baron Dunboyne, beide geschaffen am 29. November 1719 in der Peerage of Ireland; 8. Luckyn Baronet, of Little Waltham in the County of Essex, geschaffen am 2. März 1629 in der Baronetage of England. Ebenfalls 1808 hatte er von seiner Nichte zweiten Grades den Titel 10. Lord Forrester geerbt, der am 23. Juli 1633 in der Peerage of Scotland geschaffen worden war.
Familiensitz der Earls ist Gorhambury House in St. Michael bei St. Albans in Hertfordshire.

## Liste der Titelinhaber

### Viscounts Grimston (1719)
- William Grimston, 1. Viscount Grimston (um 1683–1756)
- James Grimston, 2. Viscount Grimston (1711–1773)
- James Grimston, 3. Viscount Grimston (1747–1808)
- James Grimston, 4. Viscount Grimston (1775–1845) (1815 zum Earl of Verulam erhoben)

### Earls of Verulam (1815)
- James Grimston, 1. Earl of Verulam (1775–1845)
- James Grimston, 2. Earl of Verulam (1809–1895)
- James Grimston, 3. Earl of Verulam (1852–1924)
- James Grimston, 4. Earl of Verulam (1880–1949)
- James Grimston, 5. Earl of Verulam (1910–1960)
- John Grimston, 6. Earl of Verulam (1912–1973)
- John Grimston, 7. Earl of Verulam (* 1955)

Titelerbe (Heir Apparent) ist der Sohn des aktuellen Titelinhabers James Grimston, Viscount Grimston (* 1978). Dessen Titelerbe ist dessen Sohn John Grimston (* 2010).